# Villa de l'Aube
 (août 2010).
Si vous disposez d'ouvrages ou d'articles de référence ou si vous connaissez des sites web de qualité traitant du thème abordé ici, merci de compléter l'article en donnant les références utiles à sa vérifiabilité et en les liant à la section « Notes et références ».
La villa de l'Aube est une villa située sur le territoire de la commune genevoise de Collonge-Bellerive en Suisse. En 2014, elle est l'une des propriétés de la famille royale saoudienne. La propriété à une superficie de 1.7 hectares[réf. nécessaire].

## Histoire
La villa fut construite en 1978 par le roi Fahd ben Abdelaziz Al Saoud alors ministre des affaires étrangères d'Arabie saoudite. Il la fit construire au cœur d'un  parc de 1.7 hectares à la française agrémenté par des fontaines et des bosquets, afin de pouvoir y séjourner lors de ses voyages diplomatiques.
En 2005, peu avant sa mort il donne la villa à sa deuxième épouse la princesse Johara-al-Ibrahim. Depuis sa mort en 2005, et l'accession au trône de son beau-frère Abdallah, la propriété est restée dans le giron de la famille royale saoudienne. Lorsque le roi Abdallah meurt en janvier 2015, la villa devient la propriété de son demi-frère Salmane[réf. nécessaire], nouveau roi d'Arabie.